# Oleksandr Jacyk
Oleksandr Oleksandrovyč Jacyk (in ucraino Микола Миколайович Михайленко?; Kiev, 22 maggio 2003) è un calciatore ucraino, centrocampista dello Zorja, in prestito dalla Dinamo Kiev.

## Caratteristiche tecniche
È un centrocampista di interdizione.

## Carriera

### Club
Cresciuto calcisticamente nelle giovanili della Dinamo Kiev, esordisce in Prem"jer-liha nel 2023, prima di passare in prestito allo Zorja per due stagioni.

### Nazionale
Vanta 17 presenze con le nazionali giovanili ucraine.